# Eoperipatus totoro
Eoperipatus totoroは、有爪動物に属するカギムシの一種である。

## 記載
本種の最初の標本は 2007年11月、モスクワ大学とベトナム・ロシア熱帯センターに属する P.V. Kvartalnov, E.A. Galoyan, I.V. Palko によってベトナムで得られ 、2010年に文献による最初の記載が、Thai Dran Bai と Nguyen Duc Anh によって行われた。2013年まではEoperipatus属に属するカギムシは東南アジアでは3種類しか確認されなかったが、Eoperipatus totoro は従来知られていたのとは異なる種類であることが詳細な研究により判明した。

## 名前
種小名「totoro」は、日本のアニメ映画「となりのトトロ」が参考にされた。科学者がこの生き物を見たとき、映画の中に出てくる複数の脚があるネコバスを思い出した。